# Польдер

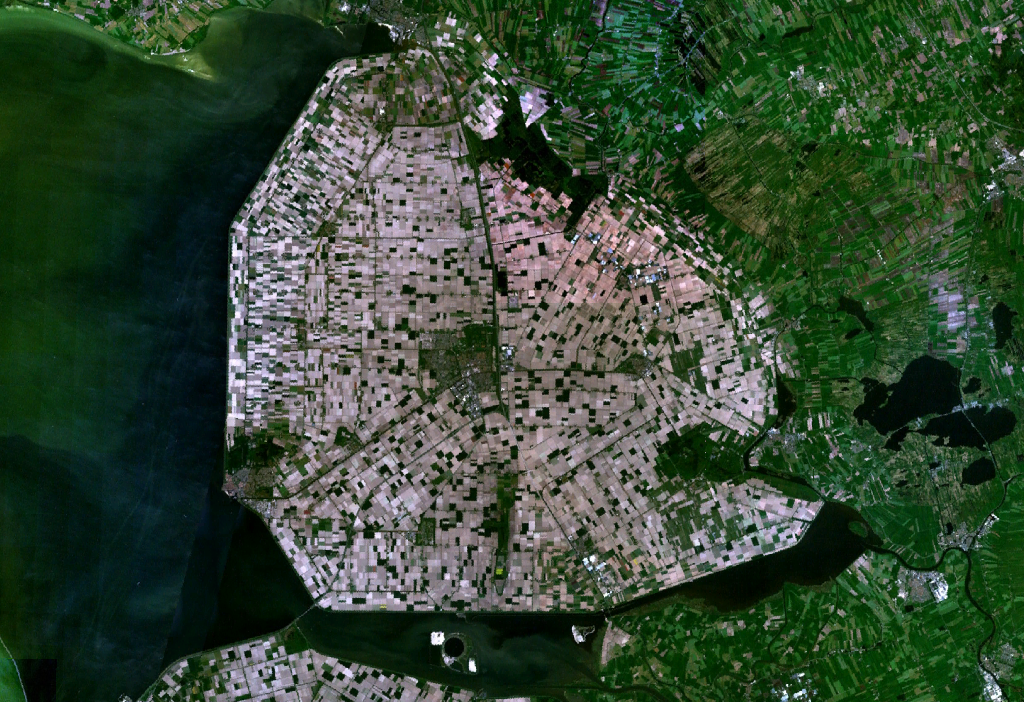
Супутниковий знімок польдера Нордостпольдер (Нідерланди), осушеного в 1936—42 роках (площа 595,41 км²)

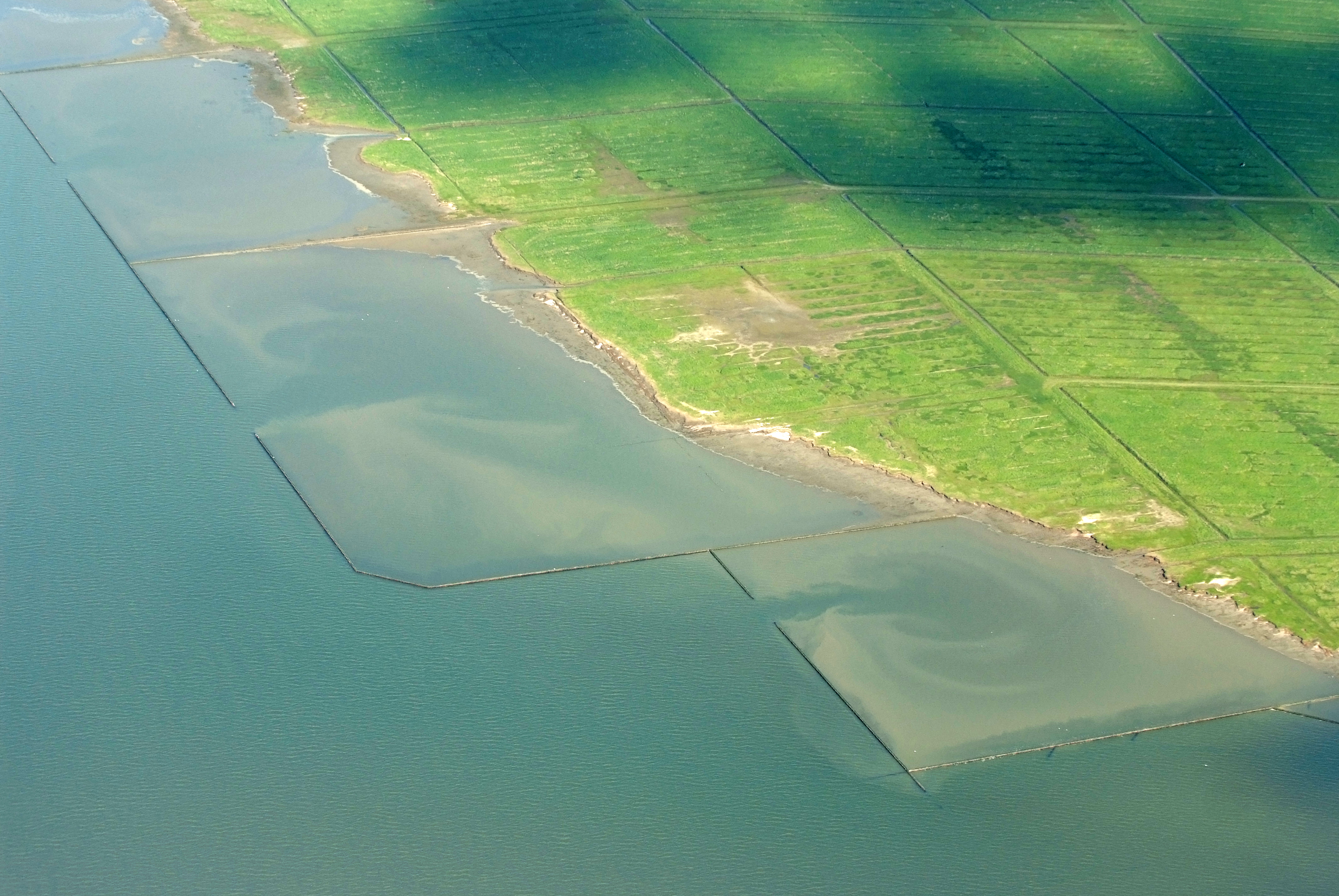
Польдер поблизу містечка Незмерсель, Німеччина. Травень 2012 року

По́льдер (нід. polder) — осушена та оброблена низовинна ділянка узбережжя.
Польдери зазвичай розташовані на місці низинних заболочених морських берегів — маршів, а подеколи нижче від рівня моря. Польдери захищені від моря чи інших навколишніх водоймищ валами, дамбами і/або іншими гідротехнічними спорудами від затоплення морськими і/або річковими водами.
Рівень ґрунтових вод у польдерах регулюють дренажні пристрої, часто з машинним відкачуванням води. Польдери вирізняються високою родючістю, зазвичай оброблені та доглянуті.

## Поширення
Польдери поширені переважно вздовж берегів Північного моря — передусім, у Нідерландах (тут вони найбільші у світі, зокрема створені в рамках спецпроєкту «Зейдерзе»), також у Данії, Німеччині. Є польдери в Японії та в деяких місцях Атлантичного узбережжя США, на Балтиці тощо. В Україні польдери зустрічаються на Чорному морі поблизу Одеси.
У Нідерландах розрізняють 3 типи польдерів:
- Droogmakerij (від нід. droog «сухий» і maken «робити») — польдер, створений на місці колишнього озера, затоки або будь-якої іншої постійної водойми;
- Indijking (від нід. in «в, у» та dijk «дамба») — польдер, сторений на місці періодично затоплюваної території, наприклад, левади біля річки або й на дні моря, що вивільняється під час припливів (вати);
- Ontginning — (від нід. ontginnen — «освоювати (землю)») — польдер, створений на місці болота, передусім, для сільськогосподарського використання.